# Lista över Kim Jong-ils titlar
(Denna artikel innehåller koreanska text utan ordentlig teckenkontroll. Det kan förekomma frågetecken, lådor, eller andra symboler i stället för hangul och hanja.)
När Kim Jong-il, tidigare ledare för Nordkorea, nämns i nordkoreanska medier och publikationer, uppges han inte bara med namn. Minst en speciell titel används, och hans namn understryks av en speciell fetstil, till exempel: "Den store ledaren kamrat Kim Jong-il ger vägledning om plats för Ragwon Machine Complex." Alternativt kan ett större typsnitt än normalt användas. Titlarna i sig själv har utvecklats av arbetarpartiets centralkommitté. Detsamma gäller för Kim Jong-ils far, Kim Il Sung, som härskade över Nordkorea från 1948 till 1994. Forskare har sammanställt följande lista med Kim Jong-ils titlar.  

## Lista
| Koreanska (Hanja) | Svenska                                                                       | Kommentar |
| --- | ----------------------------------------------------------------------------- | --- |
| 당중앙 (黨中央) | Partiets centralkommitté                                                      | Den första av Kim Jong-Ils titlar och var i bruk sedan 1973 efter att Kim i hemlighet utsetts till faderns efterträdare och tills det officiellt tillkännagavs, för att kunna nämna Kim Jong-il i pressen utan att kalla honom vid namn. |
| 웃분 | Överlägsen person                                                             | Titeln har varit i bruk sedan mitten av 1970-talet.. |
| 친애하는 지도자 (親愛하는 指導者)                                                                                     | Käre ledaren                                                                  | Denna titel var den vanligaste titel under Kim Il-sung styre. |
| 존경하는 지도자 (尊敬하는 指導者)                                                                                     | Respekterade ledaren                                                          | Titeln har varit i bruk sedan mitten av 1970-talet.. |
| 현명한 지도자 (賢明한 指導者)                                                                                         | Vise ledaren                                                                  | Titeln har varit i bruk sedan mitten av 1970-talet.. |
| 영명하신 지도자 (英明하신 指導者)                                                                                     | Lysande ledaren                                                               | Titeln har varit i bruk sedan mitten av 1970-talet.. |
| 유일한 지도자 (唯一한 指導者)                                                                                         | Unike ledaren                                                                 | Titeln har varit i bruk sedan juni 1975.. |
| 령도자가 갖추어야 할 풍모를 완벽하게 지닌 친애하는 지도자 (領導者가 갖추어야 할 風貌를 完璧하게 지닌 親愛하는 指導者) | Kära ledaren, som är en perfekt inkarnation av utseendet som en ledare ska ha | I användning vid speciella tillfällen sedan mitten av 1980-talet. |
| 최고사령관 (最高司令官)                                                                                               | Överbefälhavare                                                               | Första gången i mitten av 1980-talet innan Kim officiellt utsetts till koreanska folkarméns överbefälhavare. ref name="sahwe"/> |
| 위대한 령도자 (偉大한 領導者)                                                                                         | Store ledaren                                                                 | Den vanligaste av Kim Jong-Ils titlar.. |
| 인민의 어버이 (人民의 어버이)                                                                                         | Folkets fader                                                                 | I bruk sedan februari 1986. |
| 공산주의 미래의 태양 (共産主義 未來의 太陽)                                                                           | Kommunistiska framtidens sol                                                  | I användning sedan mitten av 1980-talet. |
| 백두광명성 (百頭光明星)                                                                                               | Paektu Mountains lysande stjärna                                              | I användning sedan mitten av 1980-talet. |
| 향도의 해발 (嚮導의 해발)                                                                                             | Vägledande solstrålen                                                         | I användning sedan mitten av 1980-talet. |
| 혁명무력의 수위 (革命武力의 首位)                                                                                     | Ledare för de väpnade revolutionära styrkor                                   | i användning sedan 21 december 1991, när Kim Jong-il blev överbefälhavare i den koreanska folkarmén.. |
| 조국통일의 구성 (祖國統一의 構成)                                                                                     | Garantin för fosterlandet enande                                              | i användning sedan 21 december 1991, när Kim Jong-il blev överbefälhavare i den koreanska folkarmén.. |
| 조국 통일의 상징 (祖國 統一의 象徵)                                                                                   | Symbolen för fosterlandet enande                                              | i användning sedan 21 december 1991, när Kim Jong-il blev överbefälhavare i den koreanska folkarmén.. |
| 민족의 운명 (民族의 命運)                                                                                             | Nationens öde                                                                 | i användning sedan 21 december 1991, när Kim Jong-il blev överbefälhavare i den koreanska folkarmén.. |
| 자애로운 아버지 (慈愛로운 아버지)                                                                                     | Älskade fader                                                                 | i användning sedan 21 december 1991, när Kim Jong-il blev överbefälhavare i den koreanska folkarmén.. |
| 당과 국가와 군대의 수위 (黨과 國家와 軍隊의 首位)                                                                     | Ledare för partiet, landet och armén                                          | i användning sedan 21 december 1991, när Kim Jong-il blev överbefälhavare i den koreanska folkarmén.. |
| 수령 (首領) | Ledare                                                                        | Blev vanligt efter Kim Il-sungs död. |
| 장군 (將軍) | General                                                                       | En av de vanligaste titlarna, i användning sedan 1994. |
| 우리당과 우리 인민의 위대한 령도자 (우리黨과 우리 人民의 偉大한 領導者)                                               | Anförare för vårt parti och vår nation                                        | Använd sedan 1994. |
| 위대한 장군님 (偉大한 將軍님)                                                                                         | Stor general                                                                  | Använd sedan 1994. |
| 경애하는 장군님 (敬愛하는 將軍님)                                                                                     | Älskad och respekterad general                                                | Använd sedan 1994. |
| 위대한 수령 (偉大한 首領)                                                                                             | Stor ledare                                                                   | När Kim Il-sung levde, var det denna titel som används endast för att hänvisa till honom.. |
| 경애하는 수령 (敬愛하는 首領)                                                                                         | Älskad och respekterad ledare                                                 | När Kim Il-sung levde, var det denna titel som används endast för att hänvisa till honom.. |
| 백전백승의 강철의 령장 (百戰百勝의 鋼鐵의 靈將)                                                                       | Ständigt segerrike, viljestarke befälhavaren                                  | I bruk sedan 1997 efter tre års sorg av Kim Il-sungs bortgång. |
| 사회주의 태양 (社會主義 太陽)                                                                                         | Socialismens sol                                                              | I bruk sedan 1997 efter tre års sorg av Kim Il-sungs bortgång. |
| 민족의 태양 (民族의 太陽)                                                                                             | Nationens sol                                                                 | I bruk sedan 1997 efter tre års sorg av Kim Il-sungs bortgång. |
| 삶의 태양 (삶의 太陽)                                                                                                 | Livets store sol                                                              | I bruk sedan 1997 efter tre års sorg av Kim Il-sungs bortgång. |
| 민족의 위대한 태양 (民族의 偉大한 太陽)                                                                               | Nationens store sol                                                           | I bruk sedan 1999 efter att den nya nordkoreanska konstitutionen antagits 1998. |
| 민족의 어버이 (民族의 어버이)                                                                                         | Landsfader                                                                    | I bruk sedan 1999 efter att den nya nordkoreanska konstitutionen antagits 1998. |
| 21세기의 세계 수령 (21世紀의 世界 首領)                                                                               | 2000-talets värlsledare                                                       | I användning sedan 2000. |
| 불세출의 령도자 (不世出의 領導者)                                                                                     | Makalöse ledaren                                                              | I användning sedan 2000. |
| 21세기 찬란한 태양 (21世紀 燦爛한 太陽)                                                                               | 2000-talets lysande sol                                                       | I användning sedan 2000. |
| 21세기 위대한 태양 (21世紀 偉大한 太陽)                                                                               | 2000-talets store sol                                                         | I användning sedan 2000. |
| 21세기 향도자 (21世紀 嚮導者)                                                                                         | 2000-talets ledare                                                            | I användning sedan 2000. |
| 희세의 정치가 (稀世의 政治家)                                                                                         | Fantastiske politikern                                                        | I användning sedan 2000. |
| 천출위인 (天出偉人)                                                                                                   | Stor man härstammade från himlen                                              | I användning sedan 2000. |
| 천출명장 (天出明將)                                                                                                   | Strålande general härstammade från himlen                                     | I användning sedan 2000. |
| 민족의 최고영수 (民族의 最高領袖)                                                                                     | Nationens högste ledare                                                       | I användning sedan 2000. |
| 주체의 찬란한 태양 (主體의 燦爛한 太陽)                                                                               | Juches lysande sol                                                            | I användning sedan 2000. |
| 당과 인민의 수령 (黨과 人民의 首領)                                                                                   | Ledare för partiet och folket                                                 | |
| 위대한 원수님 (偉大한 元帥님)                                                                                         | Stor marskalk                                                                 | |
| 무적필승의 장군 (無敵必勝의 將軍)                                                                                     | Oövervinnlig och triumferande general                                         | |
| 경애하는 아버지 (敬愛하는 아버지)                                                                                     | Kär fader                                                                     | |
| 21세기의 향도성 (21世紀의 嚮導星)                                                                                     | 2000-talets ledstjärna                                                        | |
| 실천가형의 위인 (實踐家型의 偉人)                                                                                     | Stor man, en man av gärningar                                                 | |
| 위대한 수호자 (偉大한 守護者)                                                                                         | Stor försvarare                                                               | |
| 구원자 (救援者) | Räddare                                                                       | |
| 혁명의 수뇌부 (革命의 首腦部)                                                                                         | Hjärnan bakom revolutionen                                                    | |
| 혁명적 동지애의 최고화신 (革命的 同志愛의 最高化身)                                                                   | Högsta inkarnationen av det revolutionära kamratskapet                        | |
| 각하 (閣下) | Hans excellens                                                                | |
| 영원한 당 총비서 (永遠한 黨 總秘書)                                                                                   | Ständige generalsekreteraren i partiet                                        | Sedan april 2012. |